# Les Nouvelles Mille et Une Nuits
Les Nouvelles Mille et Une Nuits (titre original : New Arabian Nights) est un recueil de nouvelles écrites par Robert Louis Stevenson publié en 1882. Il s'agit d'une première livraison, la seconde étant Le Dynamiteur (titre original : More New Arabian Nights: The Dynamiter) qui intervint en 1885.

## Contenu
Le recueil contient les titres suivants :
- Le Club du suicide (The Suicide Club)
  - Histoire du jeune homme aux tartelettes à la crème (Story of the Young Man with the Cream Tarts)
  - Histoire du médecin et du coffre de Saratoga (Story of the Physician and the Saratoga Trunk)
  - L'Aventure des fiacres (The Adventure of the Hansom Cabs)

- Le Diamant du Rajah (The Rajah's Diamond)
  - Histoire du carton à chapeau (Story of the Bandbox)
  - Histoire du jeune ecclésiastique (Story of the Young Man in Holy Orders)
  - Histoire de la maison aux stores verts (Story of the House with the Green Blinds)
  - L'Aventure du Prince Florizel et d'un détective (The Adventure of Prince Florizel and a Detective)

- Le Pavillon sur la lande (The Pavilion on the Links, 1880)
- Un logis pour la nuit (A Lodging for Night, 1877)
- La Porte du Sire de Malétroit (The Sire of Malétroit's Door, 1877)
- La Providence et la guitare (The Providence and Guitar, 1878)

## Résumé

### Le Club du Suicide

#### Histoire du jeune homme aux tartelettes à la crème
Le Prince Florizel de Bohême et son Grand Écuyer, le colonel Geraldine, se trouvent incognito dans un bar lorsqu'ils rencontrent un jeune homme au comportement intrigant. Après avoir fait plus ample connaissance, ce dernier les introduit au sein du Club du Suicide, dont les membres ont en commun la volonté de mettre fin à leurs jours mais s'avèrent incapables de mettre leur geste à exécution. L'adhésion au club permet au hasard, à chaque réunion de ses membres, de désigner parmi eux, un « suicidé » et son « suicideur ». Scandalisé par l'existence d'un tel club criminel, le Prince Florizel le fait démanteler et charge le frère du colonel Geraldine de l'exécution du président du Club du Suicide.

#### Histoire du médecin et du coffre de Saratoga
Silas Q. Scuddamore se retrouve victime d'une machination : il découvre dans son lit le cadavre d'un jeune homme. Heureusement, son voisin de palier, le docteur Noël, qui se révèle être un homme ayant des connaissances dans le milieu criminel, lui offre son aide. Il enferme le corps dans un coffre de Saratoga et fournit à Silas une adresse où il pourra s'en débarrasser. Silas obéit mais à l'adresse indiquée, il trouve le Prince Florizel. Ce dernier explique à Silas qu'il se trouve dans un des repaires d'un grand criminel (qui n'est autre que le président du Club du Suicide). Silas convainc le Prince Florizel de son innocence et à l'ouverture du coffre, le Prince Florizel découvre que le cadavre n'est autre que celui du frère du colonel Geraldine.

## Sources
- R. L. Stevenson, Intégrale des nouvelles, tome 1